# جاريد تايلور
صموئيل جاريد تايلور (بالإنجليزية: Jared Taylor) (مواليد 15 سبتمبر 1951) هو أمريكي متفوق أبيض ومحرر مجلة النهضة الأمريكية، وهي مجلة على الإنترنت تتبنى مثل هذه الآراء التي أسسها تايلور في عام 1990.
وهو أيضا رئيس المنظمة االرئيسية الأمريكية النهضة ' مؤسسة القرن الجديد، التي من خلالها العديد من كتبه قد تم نشرها. وهو عضو سابق في المجلس الاستشاري لـ The Occidental Quarterly ومدير سابق لمعهد السياسة الوطنية، وهو مركز أبحاث قومي أبيض مقره فرجينيا. وهو أيضًا عضو مجلس إدارة ومتحدث باسم مجلس المواطنين المحافظين.
واتهم تايلور والعديد من المنظمات التابعة له بتعزيز الأيديولوجيات العنصرية من قبل جماعات الحقوق المدنية ووسائل الإعلام الإخبارية والأكاديميين الذين يدرسون العنصرية في الولايات المتحدة.

## النشأة والتعليم
ولد تايلور في 15 سبتمبر 1951، للوالدين التبشيريين المسيحيين في كوبي، اليابان. عاش في اليابان حتى كان عمره 16 عاما وحضر المدارس اليابانية حتى سن 12، وأصبح يجيد اليابانية في العملية.
تخرج من جامعة ييل في عام 1973 مع بكالوريوس في الفلسفة. حصل على ماجستير في الاقتصاد الدولي في معهد باريس للدراسات السياسية في عام 1978.

## مسار مهني مسار وظيفي
عمل تيلور كمسؤول إقراض دولي لشركة هانوفر كوربوريشن من عام 1978 إلى عام 1981، ومحرر ويست كوست لمجلة بي سي من 1983 إلى 1988. كان يعمل في غرب أفريقيا، وقد سافر المنطقة على نطاق واسع. تايلور يجيد الفرنسية واليابانية والإنجليزية بطلاقة.   عمل أيضًا كمترجم في قاعة المحكمة.
كتب تايلور Shadows of the Rising Sun: A Critical View of the Japan Miracle (1983)، وهو كتاب يجادل فيه أن اليابان لم تكن نموذجًا اقتصاديًا أو اجتماعيًا مناسبًا للولايات المتحدة، وانتقد اليابانيين لانشغالهم المفرط بهم. التفرد.
في عام 1990، أسس ونشر العدد الأول من عصر النهضة الأمريكية ،  وهو نشرة إخبارية بيضاء وموقع على الإنترنت. أنشأ مؤسسة القرن الجديد في عام 1994 للمساعدة في إدارة عصر النهضة الأمريكية .
كتب تايلور كتاب Paved With Good Neutes (Carroll &amp; Graf Publishers ، 1993)، كتابًا عن العلاقات بين الأعراق في الولايات المتحدة. في عام 1994، تم استدعاؤه من قبل فريق الدفاع في محاكمة فورت وورث، تكساس بالقتل الأسود، للإدلاء بشهادة خبير حول الجوانب المتعلقة بالعرق في القضية. قبل الإدلاء بشهادته في المحاكمة، وصف الشباب السود بـ «أخطر الناس في أمريكا» وأضاف «يجب أن يؤخذ هذا في الاعتبار عند الحكم على ما إذا كان [المدعى عليه] واقعيًا أم لا أن يعتقد أن ذلك كان قتلًا أم لا يقتل الوضع».

## الآراء
تم وصف تايلور بأنه قومي أبيض، متفوق أبيض، عنصري من قبل مجموعات الحقوق المدنية، وسائل الإعلام، الأكاديميين الذين يدرسون العنصرية في الولايات المتحدة، وغيرها. لقد رفض تايلور بشدة  وصفه بالعنصري، ويؤكد أنه بدلاً من ذلك «عنصري يؤمن بواقعية العرق». وقد جادل أيضًا في تسمية التفوق الأبيض، مفضلاً أن يصف نفسه بأنه «داعم أبيض»،  ويؤكد أن آرائه حول الجنسية والعرق «معتدلة، منطقية، ومتسقة تمامًا مع وجهات نظر معظم رجال الدولة العظماء ورؤساء ماضي أمريكا».
ربطته التغطية الإخبارية لتايلور باليمين البديل.

### العرق
تايلور هو مناصر للعنصرية العلمية والعزل العنصري الطوعي. ويؤكد تايلور أيضا وجود اختلافات عرقية في الاستخبارات بين مختلف الجماعات العرقية-العرقية في جميع أنحاء العالم. تايلور بأن السود هم عموما أقل ذكاء من أصل إسباني، في حين اللاتينيين هي عموما أقل ذكاء من البيض والبيض هم عموما أقل ذكاء من شرق آسيا: «أعتقد أن الآسيويين موضوعي متفوقة على البيض فقط حول أي من التدابير التي يمكن أن تأتي من حيث ما هي مكونات مجتمع ناجح. هذا لا يعني أنني أريد أمريكا أن تصبح آسيوية. أعتقد أن كل شخص لديه الحق في أن يكون نفسه، وهذا يصبح واضحا سواء كنا نتحدث عن إيريان جايا أو التبت في هذا الشأن»
يصف تايلور نفسه كمدافع عن مصالح البيض. ويذكر أن منشوره، عصر النهضة الأمريكية ، تأسس لتقديم صوت لمثل هذه المخاوف، ويجادل بأن عملها مشابه للمجموعات الأخرى التي تدعو إلى المصالح العرقية أو العرقية. ومع ذلك، فقد وصفت النهضة الأمريكية بأنها منشورة تفوقية بيضاء و «منتدى للكتاب ينتقص من قدرات الأقليات». وذكر في المجلة عام 2005 أن «السود والبيض مختلفون. عندما يترك السود بالكامل لأجهزتهم، تختفي الحضارة الغربية - أي نوع من الحضارة -». وصف عام 2005 في بيتسبرغ بوست-جازيت تايلور بأنه «عنصري في ستار الخبير».
يدعم تايلور سياسات الهجرة التي تفضل المهاجرين البيض على المجموعات الأخرى. قال تايلور: «البيض يستحقون وطناً»، وعندما سئلوا عن قوانين الهجرة الأمريكية التي تم تمريرها في عام 1965، بموجب قانون هارت سيلر، قال إن «البيض يرتكبون خطأ فادحًا عن طريق تحريك القوى التي ستقللهم إلى أقلية».
يدعم تايلور نظرية مؤامرة الإبادة الجماعية البيضاء،  وقد استضاف Suidlanders على بودكاست AmRen لمناقشة الموضوع،  مع تشجيع التبرعات لمنظمة جنوب إفريقيا. وقد أوصى أتباع جان راسبيل بمعسكر القديسين .

### اليهودية ومعاداة السامية
تقول كاثلين أ. أرنولد، الأستاذة في قسم العلوم السياسية في جامعة ديبول، «على عكس العديد من أصحاب التفوق البيض الآخرين، فإن تايلور ليس معاديًا للسامية، وفي الواقع يشجع اليهود على الانضمام إلى معركته... ولكن العديد من المتفوقين البيض / الحركة المناهضة للهجرة تختلف مع تايلور..... وقد تعرض لضغوط هائلة لقطع العلاقات مع الجالية اليهودية». يعلق مركز قانون الفقر الجنوبي (SPLC) على أن تايلور غير عادي بين اليمين المتطرف في «افتقاره إلى معاداة السامية». ذكرت صحيفة Forward أن تايلور «حاول نزع نزعة الحركة ورسم الدائرة القومية البيضاء على نطاق أوسع لتشمل اليهود من أصل أوروبي. ولكن بالنسبة للكثيرين في أقصى اليمين، فإن إخراج الكراهية اليهودية من القومية البيضاء يشبه إخراج المسيح من عيد الميلاد - وهو تضحية».

### دونالد ترمب
دعم تايلور حملة دونالد ترامب الرئاسية، وسجل مكالمات آلية لدعم ترامب قبل تجمع ولاية أيوا ونيوهامبشاير الابتدائية.
حضر تايلور حفل تنصيب ترامب بتذاكر كبار الشخصيات في الصف  ووصف الحدث بأنه «علامة على ارتفاع الوعي الأبيض». في مقابلة مع شبكة سي إن إن في مايو 2017 مع سارة سيدنر، قال تايلور إنه يؤيد انتخاب ترامب رئيسًا «لأن آثار سياسته ستكون الحد من نزع ملكية البيض، أي إبطاء العملية التي بموجبها يصبح البيض أقلية في الولايات المتحدة. -تنص على.» 
وصرح متحدث باسم CNN بأن المرشح «يتنصل من جميع PACs الكبرى التي تقدم دعمهم وتواصل القيام بذلك». عندما سُئل عن المكالمات الآلية في مقابلة مع CNN ، أجاب ترامب «سوف أتنصل من ذلك، لكني سأخبرك أن الناس غاضبون للغاية.» 

## استقبال
يصف SPLC تايلور بأنه «مقدم أفكار قذر يصفه معظمهم بأنه متعصّب للبيض بشكل فاضح - وهو نوع من النسخة الحديثة من المستعمر المكرر والعنصري القديم.» 
كتب مارك بوتوك وهايدي بيريتش، كاتبا تقرير المخابرات (منشور لـ SPLC)، أن «جاريد تايلور هو الوجه المثقف والعالمي للتفوق الأبيض. إنه الرجل الذي يوفر الثقل الفكري، في الواقع، لكلانسمن في العصر الحديث». وقد ذكروا أيضًا أن «النهضة الأمريكية أصبحت ذات أهمية متزايدة على مر السنين، حيث جلبت قدرًا من الفكر والجدية إلى عالم السيادة البيضاء الذي يهيمن عليه البلطجية».
في 18 ديسمبر 2017، تم تعليق حسابه (بالإضافة إلى حساب النهضة الأمريكية) بواسطة Twitter ، بعد أن اعتمد تويتر قواعد جديدة تحظر الحسابات التابعة للترويج للعنف. في فبراير 2018، رفع تايلور دعوى قضائية ضد تويتر، مدعيا أن التعليق ينتهك حقه في حرية التعبير. تم رفض دعوى تايلور، وأيدت محكمة الاستئناف الفصل، ووافقت على أن الخدمات يمكن أن تتحكم في ما يتم نشره على مواقعها.
في مارس 2019، غرد تايلور بأنه تم حظره من منطقة شنغن لمدة عامين بتحريض من بولندا.

## External links
- American Renaissance The website of American Renaissance